# Dirk Pfitzner
Dirk Pfitzner (* 21. August 1969) ist ein ehemaliger deutscher Fußballspieler.

## Sportliche Laufbahn
Nachdem Dirk Pfitzner bereits erste Spiele in der 2. Mannschaft des FC Carl Zeiss Jena in der Ligasaison 1987/88 absolviert hatte und nach einem Abstecher zur BSG Jenaer Glaswerk zusammen mit Dirk Weitze im Sommer 1989 zur BSG Chemie Böhlen gewechselt war, nahm seine fußballerische Karriere rund um den Mauerfall Fahrt auf: In der zweitklassigen Liga gelang ihm mit der Chemie-Elf in der Wendesaison 1989/90 der Aufstieg in die Beletage des in Auflösung begriffenen DDR-Fußballs. In allen 26 Spielen, die er zu diesem Erfolg beitrug, stand der Abwehrspieler in der Startformation.
Nach dem Zusammenschluss von Chemie Böhlen und der BSG Chemie Leipzig zum FC Sachsen Leipzig im Sommer 1990, agierte der Defensivakteur in der letzten eigenständigen Saison des ostdeutschen Erstligafußballs für die Elf aus dem Georg-Schwarz-Sportpark. Da die Sachsen nicht den Sprung in den gesamtdeutscher Profifußball schafften, lief er für die Grün-Weißen von 1991 bis 1995 drittklassig auf: zunächst in der Amateur-Oberliga und ab 1994 dann in der Regionalliga.
Innerhalb der Regionalliga Nordost wurde Dirk Pfitzner 1995 vom FC Sachsen zum FC Rot-Weiß Erfurt transferiert. In der Landeshauptstadt des Freistaates Thüringen stand er zwei Jahre unter Vertrag, bevor er zum FC Carl Zeiss Jena zurückkehrte, für den er schon im Nachwuchs gespielt hatte. Seine Karriere ließ der ehemalige Erstligaspieler, der 1997/98 das rettende Ufer in der 2. Bundesliga mit dem FCC nicht erreichen konnte, später beim SV Schmölln 1913 und dem Bischlebener SV ausklingen.